# Luna (яхта)
Luna (англ. Luna) — 115 метрова супер'яхта, друга за величиною експедиційна яхта у світі. Має шість палуб і два вертолітні майданчики.

## Опис
Яхта фігурувала в суперечці між російським олігархом Фархадом Ахмедовим і його колишньою дружиною Тетяною Ахмедовою після того, як рішення Високого суду Англії присудило Тетяні подружню угоду у розмірі 453 млн фунтів стерлінгів.
У жовтні 2021 року, пройшовши ремонт після перебування в Дубаї, Луна знову вирушила у плавання, прямуючи через Суецький канал у Середземне море і прибувши на верф Lloyd Werft для проведення технічного обслуговування. 
11 травня 2022 року вона була затримана в порту Гамбургу в рамках санкцій проти Росії.
3 травня 2023 року на яхті, що базувалась в порту Гамбурга було проведено обшук силовими відомствами Німеччини.

## Власники
«Луна» була доставлена російському олігарху Роману Абрамовичу 10 квітня 2010. Зовнішній вигляд був розроблений німецькою компанією NewCruise, а інтер'єр — Дональдом Старкі. Вартість яхти оцінюється більш ніж у 250 мільйонів євро.
У квітні 2014 року Luna була продана Фархаду Ахмедову за 200 мільйонів євро. У жовтні 2014 року яхта була відправлена до Бремерхафена, Німеччина, для капітального ремонту вартістю 50 мільйонів євро. Яхту було доставлено у березні 2016 року після 16-місячного капітального ремонту.
Luna тепер належить Blue Sea Trust, власником якої, як повідомляється, є родина російського мільярдера Ахмедова.